# Pedro Miguel González Quijano y Díaz Quijano
Pedro Miguel González Quijano y Díaz Quijano (Jerez de la Frontera, 23 d'abril de 1870 - Madrid, 3 de novembre de 1958) fou un enginyer i matemàtic espanyol, acadèmic de la Reial Acadèmia de Ciències Exactes, Físiques i Naturals.

## Biografia
Va néixer a Jerez de la Frontera, però els seus pares eren originaris de Cantàbria.
Després de fer els estudis primaris marxà a Madrid, on el 1894 es va llicenciar en enginyeria. Després va tornar a Jerez, on va fundar l'Ateneo Jerezano alhora que va publicar articles a Madrid Científico i a Revista Hispanoamericana de Matemáticas. En 1897 marxà a Múrcia per treballar com a enginyer en un projecte per a la defensa de les inundacions d'aquesta ciutat. També va intervenir el projecte del Pantà de Guadalcacín i en el traçat de la línia fèrria Jerez-Almargen.
Després tornà a Madrid, on treballà com a expert en diverses i importants comissions oficials. Viatja a Portugal, França, Anglaterra, Alemanya, Suïssa, Bohèmia, Itàlia i Egipte. El 19 d'octubre de 1915 va presentar una ponència al Congrés Internacional d'Enginyeria, que va contribuir a catapultar la seva celebritat com a matemàtic.
El 1920 va ser requerit per la Societat Matemàtica Hispanoamericana per desenvolupar un curs de Geometria a la Universitat Central de Madrid i el 1922 treballà com a professor d'Hidrologia a l'Escola d'Enginyers de Camins i obres Hidràuliques de Madrid. El mateix any va rebre el Premi del Consell d'Obres Públiques.
El 1924 fou nomenat acadèmic de la Reial Acadèmia de Ciències Exactes, Físiques i Naturals, ingressant en la institució l'any següent amb el discurs Azar y determinismo. Posteriorment en fou bibliotecari i president de la Secció d'Exactes. El setembre del 1926 va representar Espanya en la Conferència Mundial de l'Energia celebrada a Basilea.

## Obres
- El problema del agua, 1906
- Aguas y montes, 1911;
- Aprovechamiento de las aguas españolas, 1913;
- Política hidráulica y repoblación forestal, 1915;
- Futura transformación de Andalucía por el desarrollo y el regadío, 1915;
- El pantano de Guadalcacín y las obras hidráulicas, 1915
- Hidrología general agrícola, 1922;
- La ciencia en la civilización moderna, 1929;
- Leyes de probabilidad, 1931;
- Acequias y regueras, 1935;
- Mapa pluviométrico de España, 1946